# Православный король
Православный король (лат. rex orthodoxus, пол. król prawowierny) – титул монарха и форма обращения, встречающаяся по отношению к правителям православных (или частично православных) стран Восточной и Южной Европы. Впервые вручен королю Польши в 1661 году.

## История
Впервые в исторической литературе этот почетный титул встречается по отношению к королям Речи Посполитой.
Титул Православный король был присвоен в 1661 г. королям Польши, Великим князьям Литовским, Русским, Киевским, Волынским, Подольским, Черниговским, Смоленским, Северским и т.д. Папа Римский Александр VII предоставил его своим специальным указом королю Иоанну II Казимиру и его преемникам.
В 1684 г. Папа Иннокентий XI присвоил почетный титул Fidei defensor (Защитник веры) и Orthodox Majesty (Православное Величество) королю Речи Посполитой, Великому князю Литовскому, Русскому, Смоленскому, Северскому, Черниговской команде и Ивану III Собе в том числе и из украинских казаков) во время героической Венской битвы, считающейся поворотным моментом в истории Европы, который предотвратил ее завоевание Османской империей.
В конце ХІХ ст. в начале ХХ ст. титулом Правоверное величество в англоязычных источниках называют королей Румынии, Болгарии, Сербии, Греции и т.д. Например, таким титулом титулуется король Югославии Петр II. В странах Восточной и Южной Европы этот титул не распространен в использовании.

## Схожие титулы
Монархи других европейских народов получали подобные титулы от римских пап.
- Венгрия: Апостольское величество (предоставлено около 1000 г.)
- Франция: Архихристианское величество (предоставлено в 1380)
- Испания: Католическое величество (предоставлено в 1493)
- Англия: Защитник веры (предоставлено в 1521)
- Португалия: Наивернейшее величество (предоставлено в 1748)